# Ексохи (Кожани)
Ексохи (грч. Εξοχή) је насељено место у општини Кожани у периферији Западна Македонија, Грчка. Према попису из 2021. године било је 122 становника.
Према бугарском географу и историчару, Василу Канчову, у Ексохију је 1900. године живело 300 Турака. Године 1924. турско становништво је принудно исељено у Турску а на њихово место су насељене грчке избегличке породице из Турске, којих је на попису из 1928. године било 185. Село се раније звало Баракли.